# Притча о двух сыновьях
Притча о двух сыновьях — одна из притч Иисуса Христа, содержащаяся в Евангелии от Матфея.

У одного человека было два сына; и он, подойдя к первому, сказал: сын! пойди сегодня работай в винограднике моем. Но он сказал в ответ: не хочу; а после, раскаявшись, пошел. И подойдя к другому, он сказал то же. Этот сказал в ответ: иду, государь, и не пошел. Который из двух исполнил волю отца? Говорят Ему: первый. Иисус говорит им: истинно говорю вам, что мытари и блудницы вперед вас идут в Царство Божие, ибо пришел к вам Иоанн путём праведности, и вы не поверили ему, а мытари и блудницы поверили ему; вы же, и видев это, не раскаялись после, чтобы поверить ему.
— Мф. 21:28-32

## Богословское толкование
Феофилакт Болгарский пишет, что в данной притче Иисус говорит о двух категориях людей:
- тех, кто дали обещание слушать и исполнять волю Божью, а потом не выполнивших своё обещание (в толковании такими называются современные Иисусу иудеи);
- тех, кто изначально были непокорны воле Божьей, а затем, раскаявшись, стали её исполнять (в толковании к ним относят современных Иисусу прелюбодеев, мытарей и язычников, откликнувшихся на его проповедь)[1].

Архиепископ Аверкий (Таушев) считает, что притча говорит о более общих группах людей — мнимых праведниках и раскаявшихся грешниках. Он пишет, что через притчу Иисус показал книжникам и фарисеям, что «те люди, которых они презирают, как грешников, оказались более достойными, чем они, войти в Царство Мессии — Церковь Христову».
Шотландский богослов Уильям Баркли пишет, что в притче оба сына не приносят радости отцу, но из представленных в этих образах двух групп людей «одна, тем не менее, лучше другой».